# Hatsune Miku

Logo Hatsune Miku

Hatsune Miku (初音ミク) este o bancă de voce software Vocaloid⁠(d) dezvoltat de Crypton Future Media⁠(d). Mascota sa oficială este înfățișată ca o fată de șaisprezece ani, cu cozi lungi, turcoaz. Personificarea lui Miku a fost comercializată ca un idol virtual și a cântat la concerte virtuale live pe scenă ca o proiecție holografică animată.
Mostrele vocale ale lui Miku au fost preluate de la actrița de voce Saki Fujita⁠(d) la un ton și un ton controlat. Aceste mostre conțin toate o singură melodie japoneză care, atunci când sunt înșirate împreună, creează versuri și fraze complete.

## Nume
Numele personajului provine din îmbinarea cuvintelor japoneze pentru primul (初, hatsu), sunet (音, ne) și viitor (ミク, miku), însemnând astfel „primul sunet al viitorului”.

## Marketing

### Good Smile Racing

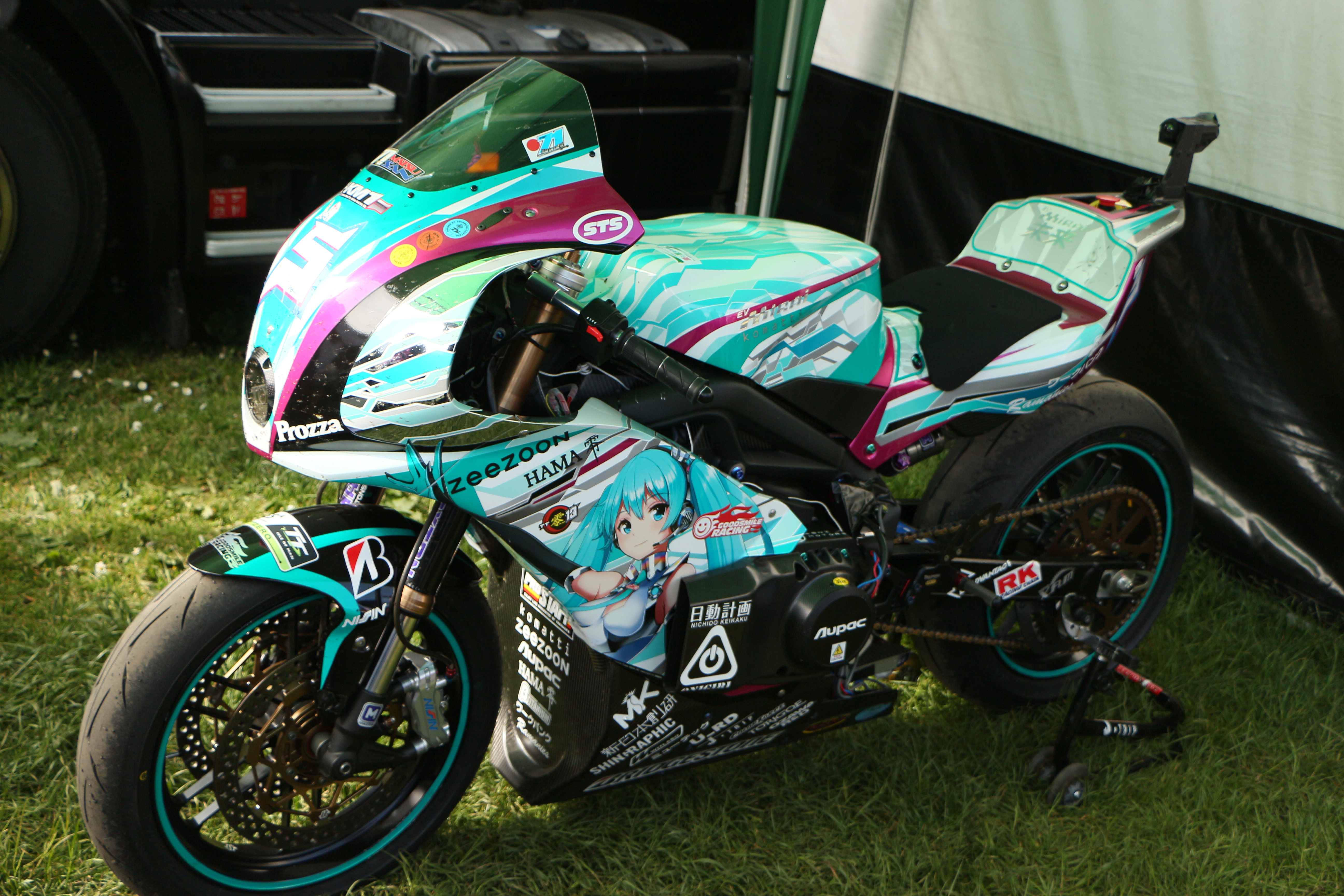
Komatti-Mirai EV, 2013 TT Zero

În 2008, Good Smile Racing a început acordarea de licențe pentru Hatsune Miku și alte conținuturi Vocaloid legate de Crypton Future Media. Studie a participat la sezoanele 2008 și 2009 folosind un BMW Z4 E86 pictat în arta oficială Hatsune Miku și versiuni derivate de la fani ale lui Hatsune Miku la unele curse din sezonul 2009. În sezonul 2008, un grup de „Regine de curse” au fost văzute în stopul curselor. Supranumite „MikuMiku Gals”, cele trei fete au fost Rin Miyama, Riona Osaki și Hina Saito. În 2009, a fost introdus un nou set de MikuMiku Gals; aceste fete purtau ținute bazate pe toate cele trei femei din seria Character Vocal și nu numai pe Hatsune Miku. Hiroko Nagano, Atsuko și Ayami au fost reginele curselor pentru sezon.

### Festivaluri de iarnă
Sapporo a fost o țintă majoră a sponsorizării din 2010, Crypton Future Media sponsorizează festivalurile de iarnă. Reprezentarea lui Hatsune Miku pentru eveniment este un design derivat numit Snow Miku. Deși inițial, aceasta a fost pur și simplu o recolorare a Hatsune Miku obișnuit, modele unice au apărut în fiecare an din 2011, iar figurinele bazate pe design au fost realizate pe baza designului anului.

## Jocuri

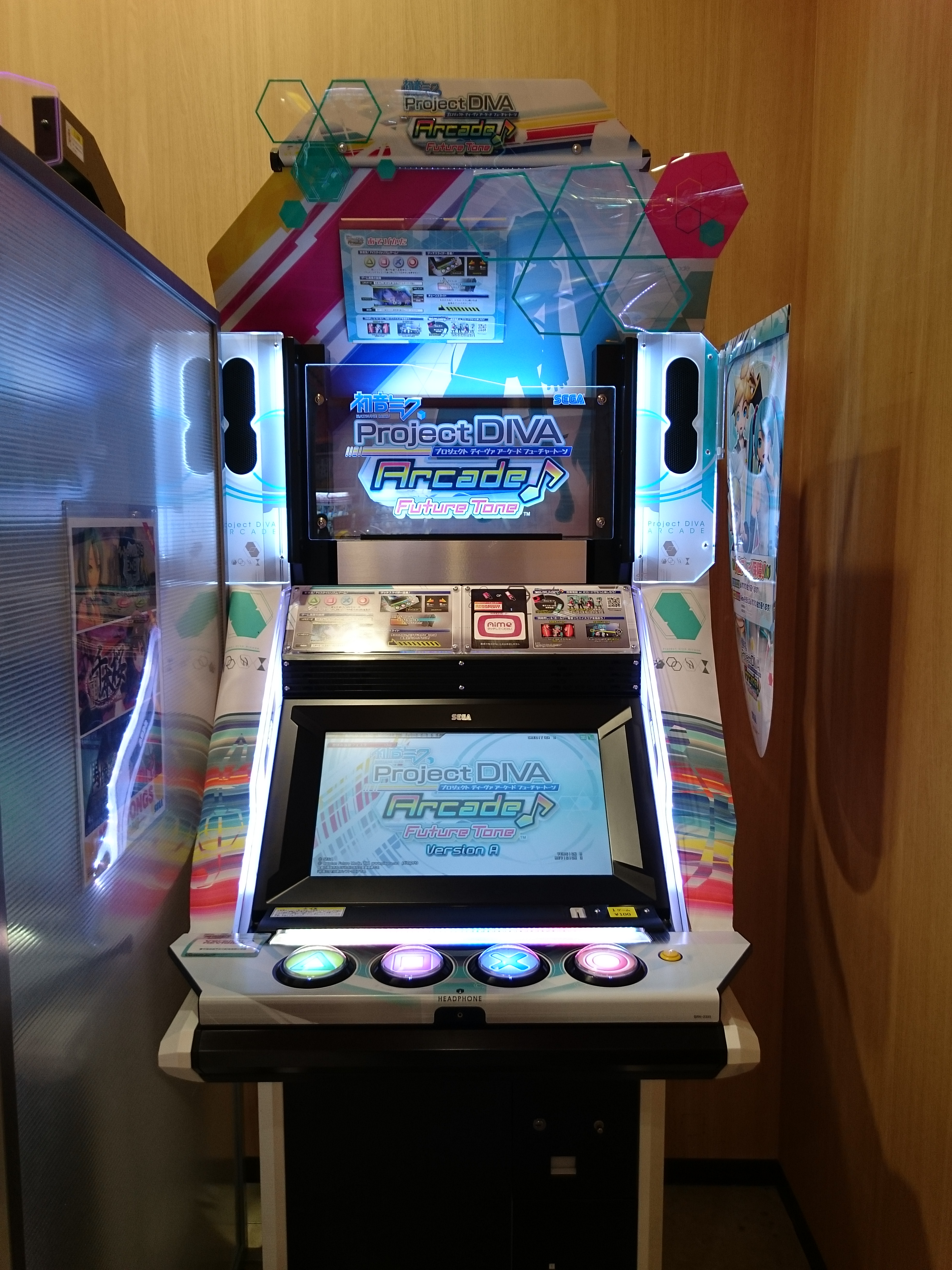
Hatsune Miku Project DIVA Arcade Future Tone (lansat in 2013)

O serie de jocuri de ritm numite „Hatsune Miku: Project DIVA⁠(d)” au fost produse de Sega din 2009 sub licență folosind Hatsune Miku și alte Vocaloids. Seria s-a vândut în 6 milioane de exemplare. Un joc spin-off numit „Hatsune Miku and Future Stars: Project Mirai⁠(d)” a fost lansat pentru Nintendo 3DS în 2012.
Mai târziu, un joc de ritm mobil numit „Project Sekai: Colorful Stage!” (comercializat ca „Hatsune Miku: Colorful Stage!” în afara Asiei) a fost lansat în 2020.